# ایده اسرائیل

طرح جلد چاپ انگلیسی کتاب ایده اسرائیل

ایده اسرائیل: تاریخچه‌ای از قدرت و دانش و دانایی کتابی غیر داستانی است که توسط ایلان پاپه، استاد و مورخ دربارهٔ نقش ایدئولوژی صهیونیسم در آموزش، رسانه‌ها و فیلم‌های اسرائیلی نوشته شده است. در سال ۲۰۱۴ توسط انتشارات ورسو (به انگلیسی: Verso Books) منتشر شد. این کتاب سه دوره برای تلاش جهت تعریف صهیونیسم را مورد بحث قرار می‌دهد: روایت کلاسیک صهیونیست‌ها از تاریخ اسرائیل، ظهور جنبش پساصهیونیسم در دههٔ ۱۹۹۰، و ظهور نئوصهیونیسم، که به گفتهٔ پاپه، یک ایدئولوژی کاملاً ناسیونالیستی و نژادپرستانه است.
گاردین با مطرح کردن نویسنده به عنوان «یکی از معدود پژوهشگران اسرائیلی درگیری که با دانش واقعی و همدلی دربارهٔ طرف فلسطینی می‌نویسد»، تخصص پاپه را در موضوع درگیری اسرائیل و فلسطین ستود. در یک بررسی در ایندیپندنت گفته شده است که ایده اسرائیل یک کتاب آکادمیک در هسته اصلی آن است که تجربه ای قابل تأمل را برای خوانندگان خود ارائه می‌دهد. در مجلهٔ دانشگاهی، ژورنال مطالعات فلسطین، این اثر ضمن ارائه یک روایت منسجم، به دلیل متفاوت بودن از سبک نگارش کتاب‌های قبلی نویسنده، مورد توجه قرار گرفته است.

## خلاصه
این کتاب نمایندگی جریان اصلی صهیونیسم - تاریخ‌نگاری دانشگاهی و سینمایی - از جنگ سال ۱۹۴۸ فلسطین و تأسیس دولت اسرائیل را بررسی می‌کند. پاپه اظهار داشت که روایت صهیونیستی برای بازاریابی اسرائیل تازه شکل گرفته به‌عنوان تنها دموکراسی در خاورمیانه، توضیح اخراج اعراب فلسطینی و محکوم کردن مقاومت آنها در برابر ایجاد یک کشور یهودی ضرورت داشت. وی خاطرنشان کرد که این روایت، مقاومت در برابر اسرائیل را به تعصب اسلام‌گرایانه و فرهنگ خشونت در جهان عرب نسبت می‌دهد.
پاپه در مورد زندگی و آثار مخالفان اولیه صهیونیسم - ضد صهیونیست‌ها- صحبت می‌کند. آکادمی اسرائیلیِ منتهی به جنگ یوم کیپور در سال ۱۹۷۳ یک آکادمی مطیع، ناسیونالیست و صهیونیست بود. وی ظهور جنبش پساصهیونیستی در دهه ۱۹۹۰ را بازگو می‌کند، به ویژه اینکه چگونه این دهه منجر به واگرایی و چالش‌های واقع‌گرایی صهیونیسم در دانشگاه توسط مورخان نوین و حوزه عمومی می‌شود. پاپه همچنین آثاری را تحلیل می‌کند که آموزه‌های اسرائیل دربارهٔ هولوکاست - به ویژه علل و تأثیرات آن - و توجیه سیاست‌های سختگیرانه در قبال فلسطینیان را با هم مقایسه می‌کند.
در دو فصل پایانی کتاب ایده اسرائیل، پاپه نمایان شدن و ظهور نئوصهیونیسم را تشریح می‌کند، که وی آن را نسخه‌ای بسیار ملی گرایانه و نژادپرستانه‌تر از صهیونیسم توصیف کرده که هر انتقادی از اسرائیل را خیانت‌آمیز می‌داند. تأثیر ایدئولوژی مبتنی بر سیستم آموزش قوم‌گرایانهٔ اسرائیل و قانون ضد فلسطینی است.

## انتشار و استقبال
ایده اسرائیل توسط ورسو بوکس در سال ۲۰۱۴ منتشر شد. ترجمهٔ فارسی این کتاب توسط محسن کرباسفروشان در سال ۱۳۹۸ توسط انتشارات اطلاعات در تهران به چاپ رسیده است.
گاردین یک بررسی کتاب توسط اوی شلایم منتشر کرد. شلایم نوشت که ایده اسرائیل صهیونیسم را از «لنزهای سازش‌ناپذیر» مشاهده می‌کند، و تخصص نویسنده در موضوع بسیار مهم است، زیرا «او یکی از معدود پژوهشگران اسرائیلی در حوزهٔ درگیری اسرائیل و فلسطین است که با دانش و انصاف واقعی در مورد طرف فلسطینی می‌نویسد». نولان رمبی از مجلهٔ مرور بین‌المللی سوسیالیست(به انگلیسی: International Socialist Review) گفت : ایده اسرائیل «یک اثر عالی و به موقع است که باید توسط هر کسی که علاقه‌مند به تاریخ ایدئولوژی صهیونیستی است خوانده‌شود». در ایندیپندنت، آلیستر داوبر این اثر را یک کتاب دانشگاهی در هسته اصلی خود خواند که خوانندگان را با ایده‌های مستحکم و قابل تأمل به چالش می‌کشد.
گیلبرت اشقر، که در موسسه مطالعات فلسطین می‌نویسد، فصل‌های کتاب دربارهٔ پساصهیونیسم را «جامع‌ترین گزارش از پدیده پساصهیونیستی تا به امروز» دانسته است. با این حال، او انتقاد می‌کند که فصلی به زمینه‌سازی تاریخی پساصهیونیسم اختصاص نیافته. مجله دانشگاهی، ژورنال مطالعات فلسطین، مروری را توسط استاد دانشگاه کالیفرنیا گیل هوچبرگ منتشر کرد، وی اظهار داشت که سبک نوشتن این نویسنده با کارهای قبلی وی مانند پاکسازی قومی فلسطین متفاوت است. هوچبرگ نتیجه گرفت ایده اسرائیل «بیشتر شبیه یک کتاب درسی است، با در کنار هم آوردن مثال‌ها، نام‌ها و حکایات بسیار، تصویری منسجم از تکامل مکاتب اصلی اسرائیلی و روندهای اصلی فرهنگی از سال ۱۹۴۸ تاکنون ارائه می‌کند».